# Dead Head Fred
Dead Head Fred est un jeu d'action-aventure sur PlayStation Portable développé par Vicious Cycle Software et distribué par D3 Publisher. Le jeu est officiellement sorti pour la première fois en Amérique du Nord, le 28 août 2007. L’histoire se déroule dans un univers inspiré des films noirs des années 1940 ainsi que des films d’horreur contemporains.

## Système de jeu
Dead Head Fred est un jeu d’action-aventure à la troisième personne se composant de différents styles de jeu, dont le combat, le jeu de type plates-formes et des casse-têtes. Le principe de base du jeu tourne autour de la capacité de Fred à changer de tête, en les récupérant en tuant des ennemis et en les décapitant.

## Histoire
Le joueur se retrouve dans la peau de Fred Neuman, un détective privé qui a la capacité de changer de tête. Au début du jeu, Fred découvre qu’il a récemment été assassiné et décapité, il lui reste peu de souvenirs des évènements qui ont précédé et ont conduit à sa mort. L’intrigue suit Fred tentant de recouvrer la mémoire et de se venger de son meurtrier. Contrairement à d’autres protagonistes de jeux vidéo, Fred n’a pas d’armes « conventionnelles », les combats reposent principalement sur les pouvoirs que lui confèrent ses différentes têtes.

### Intrigue
Le jeu commence par le réveil de Fred dans le château du Dr Freidrich Steiner, un savant fou employé par Ulysses Pitt, un notable entrepreneur de la région. Fred apprend rapidement qu’il a été assassiné, décapité et donc ressuscité sans sa tête. À la place de sa tête originale se trouve une jarre remplie d’un liquide verdâtre contenant ses yeux et son cerveau.
Le docteur explique à Fred, amnésique, qu’il est un détective privé et qu’il conduisait au moment de son meurtre une investigation sur Ulysses Pitt. Ce dernier aurait découvert que Fred enquêtait à son sujet et aurait ordonné son assassinat.

## Accueil
Le jeu a reçu des critiques positives dans l’ensemble, se basant notamment sur l’humour noir et l’univers particulier du jeu. Certaines critiques cependant reprochent au jeu son manque de profondeur et de richesse en combat. En 2008, Dead Head Fred a reçu le prix d’écriture de jeu vidéo au Writers Guild of America Award.